# Vance Packard
Pour les articles homonymes, voir Packard.
Vance Packard, né le 22 mai 1914 à Granville Summit en Pennsylvanie et mort le 12 décembre 1996 à Martha's Vineyard au Massachusetts, est un économiste, sociologue et écrivain américain. Il a étudié le système de consommation américain et ses excès, les effets de la publicité sur la population et les procédés psychologiques des publicitaires. 

## Vie et carrière
Ses parents Philip J. Packard et Mabel Case Packard géraient une ferme appartenant à l'université d'État de Pennsylvanie. En 1932, il entra à l'université d'État de Pennsylvanie pour étudier l'anglais. Diplômé en 1936, il complète ses études l'année suivante par un master à l'école de journalisme de l'université Columbia. 
Dès 1937 il rejoignit le Boston Daily Record comme reporter. En 1938, il épouse Virginia Matthews.
Il devint reporter pour Associated Press en 1940, puis, en 1942, pour The American Magazine. À partir de la fin 1956 il se consacra entièrement à l'écriture d'essais. 
Dès 1957, son premier grand livre, La persuasion clandestine, est publié et remarqué, lançant sa carrière d'intellectuel, conférencier et auteur. Le livre sera traduit en français par Hélène Claireau et publié chez Calmann-Lévy dès 1958, avec une préface de Marcel Bleustein-Blanchet.
Il mourra en 1996 à l'hôpital de Martha's Vineyard, Massachusetts.

## Sa pensée sur la société américaine
Continuateur tardif de Gustave Le Bon, il fut le premier penseur américain à attirer l'attention sur les techniques de manipulations mentales et psychologiques avec son livre La Persuasion clandestine. Il insiste notamment sur les nouvelles méthodes de manipulation mentale introduites par la télévision comme le message subliminal (James Vicary, chercheur en marketing sur lequel s'appuyait Packard, avait constaté qu'en introduisant des messages subliminaux tels que « Buvez du Coca-Cola », les ventes avaient augmenté de 15 %). Ce livre, best-seller des années 1950 aux États-Unis, a inspiré les mouvements de consommateurs et encore aujourd'hui, la dénonciation des excès de la société de consommation.
En 1964, il publie un autre ouvrage, Une société sans défense, sur la surveillance et le fichage de la population par la police, mais surtout par les entreprises, où cette fois il n’hésite pas à comparer la société dans laquelle il vit, l’Amérique des années 1960, aux œuvres d’anticipation de George Orwell et d’Aldous Huxley : 1984 et Le Meilleur des mondes.

### En français
- La persuasion clandestine, 1957 (traduction de The Hidden Persuaders)
- Les Obsédés du standing, Calmann-Lévy, 1960 (traduction de The Status Seekers: An Exploration of Class Behavior in America and the Hidden Barriers That Affect You, Your Community, Your Future, 1959)
- L'art du gaspillage, Calmann-Lévy, 1962 (traduction de The Waste Makers)
- A l'assaut de la pyramide sociale, Calmann-Lévy, 1962 (traduction de The Pyramid Climbers)
- Une société sans défense, Calmann-Lévy, 1965 (traduction de The Naked Society )
- Comportement humain des animaux, La Palatine, 1967 (traduction de The Human Side of Animals: Animal IQ)
- Le Sexe sauvage, Calmann-Lévy, 1969 (traduction de The Sexual Wilderness: The Contemporary Upheaval in Male-Female Relationships)
- Les Obsédés du standing, Calmann-Lévy, 1971 (traduction de The Status Seekers)
- Une Société d'étrangers, Calmann-Lévy, 1973 (traduction de A Nation of Strangers)
- L'Homme remodelé, Calmann-Lévy, 1978 (traduction de The People Shapers)
- Nos enfants en danger, Calmann-Lévy, 1984 (traduction de Our Endangered Children)
- Les Ultra riches : peut-on avoir trop d'argent ?, Acropole, 1990 (traduction de The Ultra Rich: How Much Is Too Much)

### En anglais
- How to Pick a Mate, 1946
- Animal IQ, 1950
- The Hidden Persuaders, 1957
- The Status Seekers, 1959
- The Waste Makers, 1960
- The Pyramid Climbers, 1962
- The Naked Society, 1964
- The Sexual Wilderness, 1968
- A Nation of Strangers, 1972
- The People Shapers, 1977
- Our Endangered Children, 1983
- The Ultra Rich: How Much Is Too Much? , 1989